# Таш-Хан
Таш-Хан (крим. Taş Han; Великий Таш-Хан, «Кам'яний двір») — пам'ятка архітектури XV ст., караван-сарай у Білогірську (Крим). Знаходиться в руїнах — збереглися тільки ворота і частина прилеглої до них стіни.

## Історія Таш-Хану
Великий, чи Верхній Таш-Хан, за деякими джерелами, був зведений в XV ст. Побудований за велінням і, можливо, на кошти великого візира з роду Ширинів, Великий Таш-Хан розмірами і виглядом скидався на фортецю. Периметр його кам'яних стін, за свідченням Евлії Челебі, становив 400 великих кроків. Стало бути, площа хану досягала 10000 м2. Усередині цього красивого і потужного укріплення з бійницями, двома залізними воротами і чотирма кутовими сторожовими вишками, які в небезпечні моменти могли бути перетворені на оборонні вежі, було розташовано на двох поверхах 120 кімнат для приїжджих, колодязь з питною водою, склади і красива мечеть без мінарету.
Це прямокутна у плані будівля із західного боку мала масивну арку-в'їзд, над якою на висоті другого поверху знаходилося вікно прямокутної форми. Гладкі стіни висотою в два поверхи були ретельно викладені з каменів неправильної форми. Нижній поверх — глухий, але верхній мав бійниці. Товщина стін другого поверху доходила до 150 см. Усередині караван-сараю був обширний двір, по периметру якого розташовувалися у два поверхи склепінні приміщення: нижні призначалися для тварин, верхні — для житла.
Неподалік від Великого Таш-Хану розташовувався Малий або Нижній Таш-Хан Ширін-бея споруди XVII ст. Нижній Таш-Хан зведений за планом візирського ринку, але був значно менших розмірів.
На його північному боці, в центрі, були ворота у вигляді арки кильовидної форми. На рівні другого поверху розташовувалося вікно з ґратами. Стіни були викладені з каменів неправильної форми, а кути — тесаним камінням. У стінах другого поверху були бійниці, над північно-східними і південно-східними кутами височіли вежі, дах покривала черепиця.
В караван-сараї зосереджувалося усе торгове життя міста. Тут торгували хлібом, вином, зброєю, багатим одягом, килимами, тканинами, посудом, але найбільше — продуктами тваринництва. Товари привозилися і розвозилися численними караванами. Карасубазар (Білогірськ) розрісся завдяки торгівлі так, що до кінця XVI ст. за кількістю населення перевершував всі міста Кримського півострова.